# Station Prudhoe
Prudhoe is een spoorwegstation van National Rail in Prudhoe, Tynedale in Engeland. Het station is eigendom van Network Rail en wordt beheerd door Northern Rail. 